# Аудер-Амстел
Аудер-Амстел (нід. Ouder-Amstel, нід. вимова: [ˌʌudər ˈɑmstəl] ( прослухати)) — муніципалітет у Нідерландах, у провінції Північна Голландія.
До складу муніципалітету сходять місто Аудеркерк-ан-де-Амстел, село Дейвендрехт та селище Вавер.

## Топографія
Нідерландська топографічна карта муніципалітету Аудер-Амстел, червень 2015 року

## Галерея

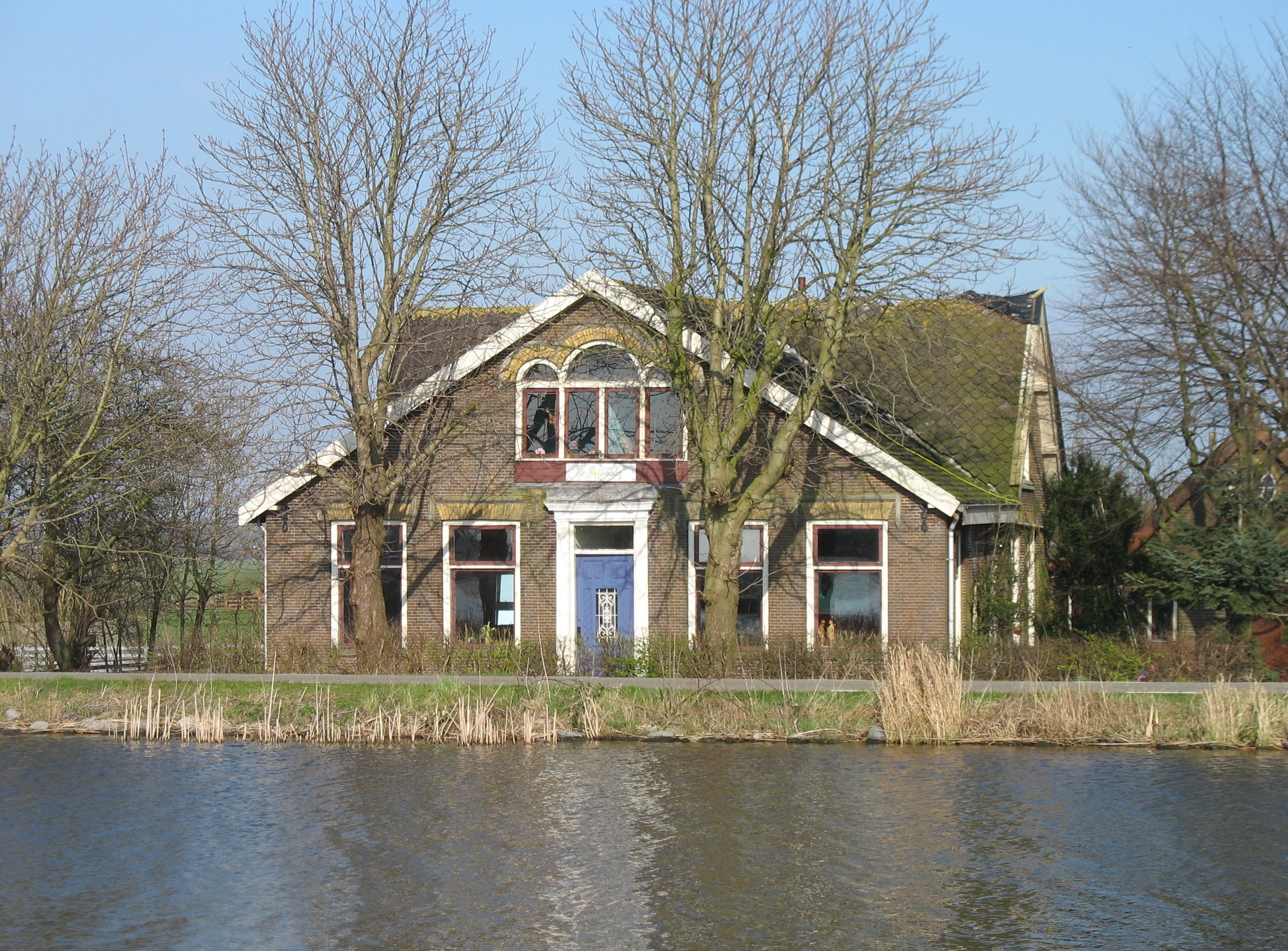
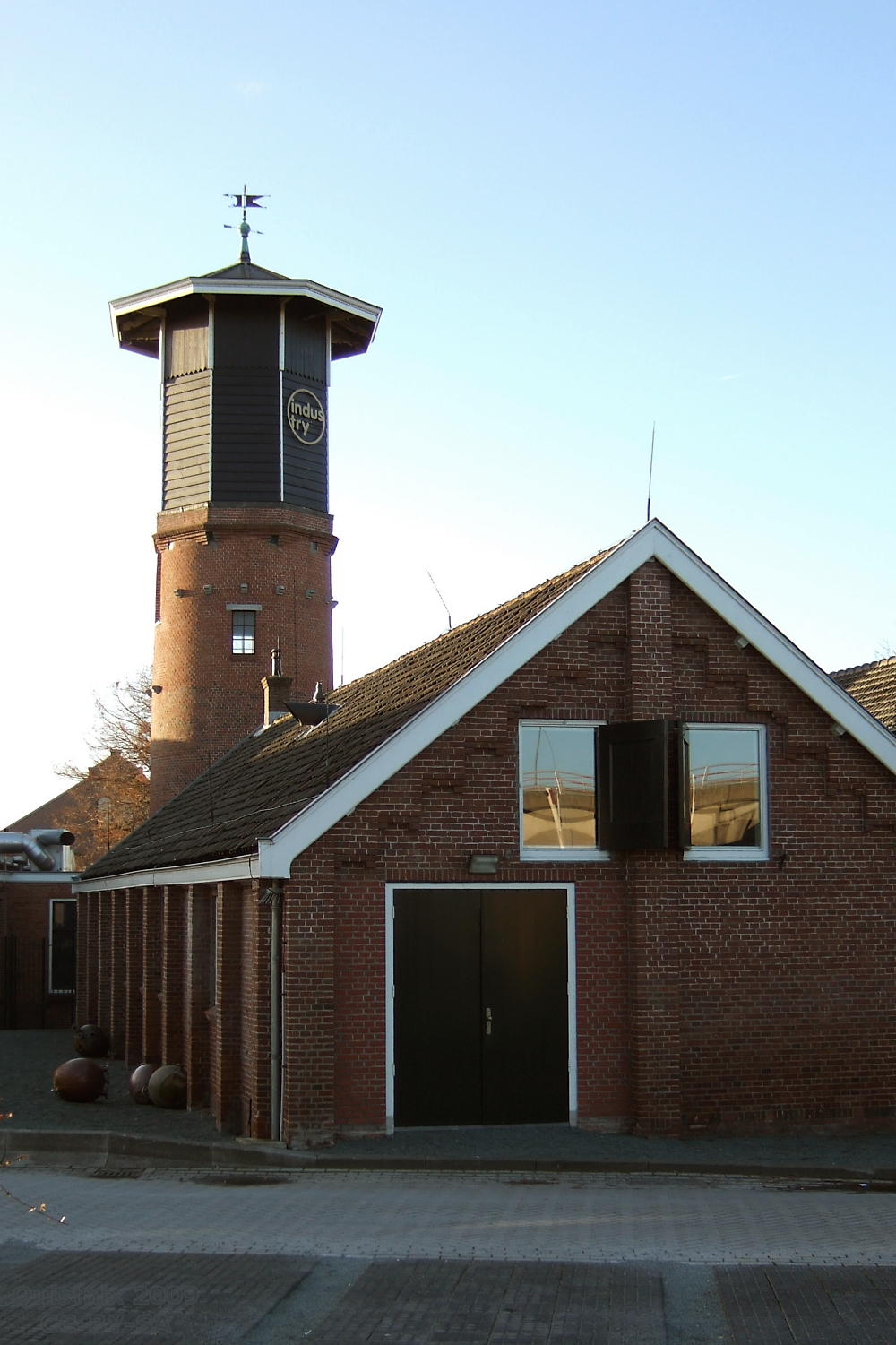
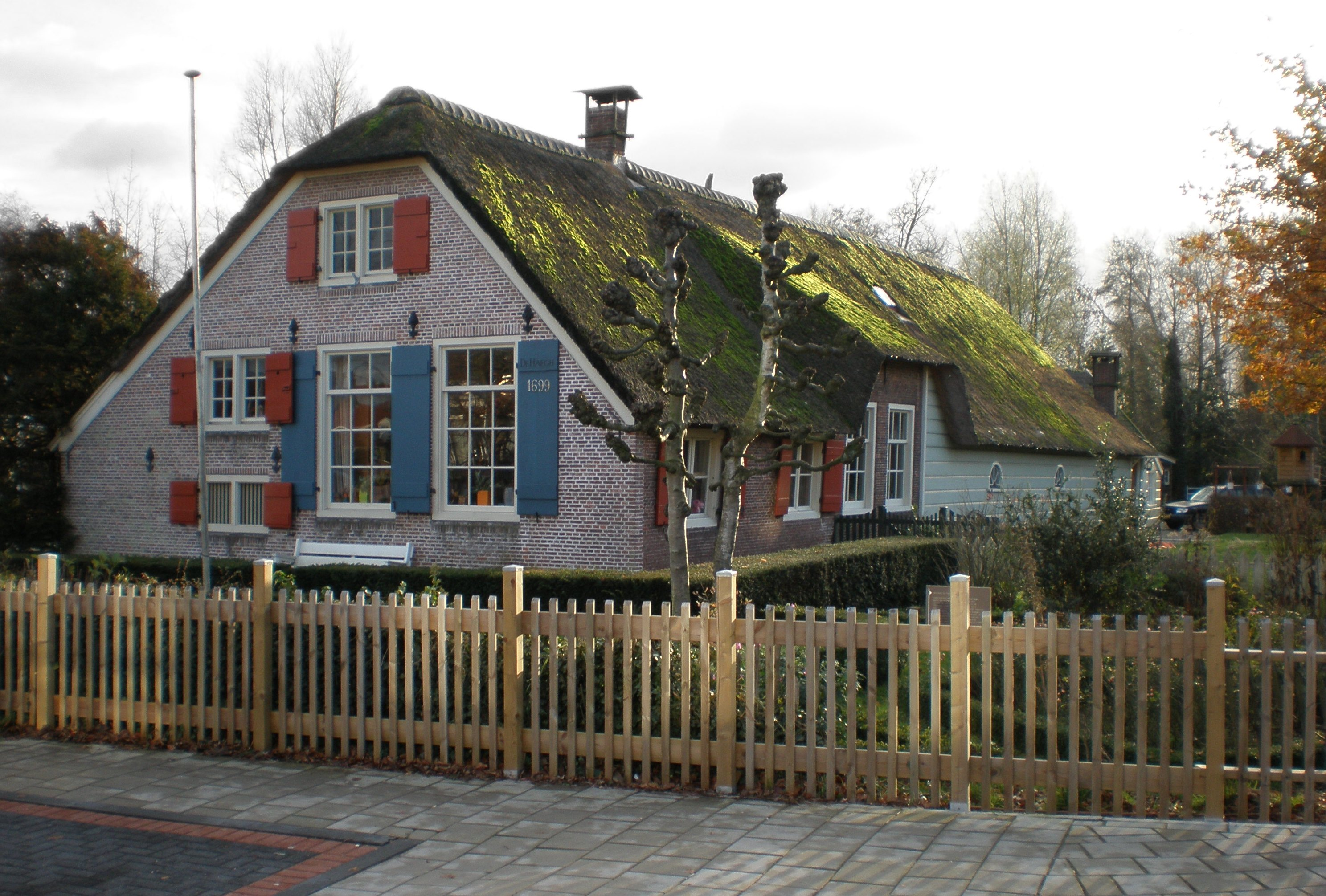
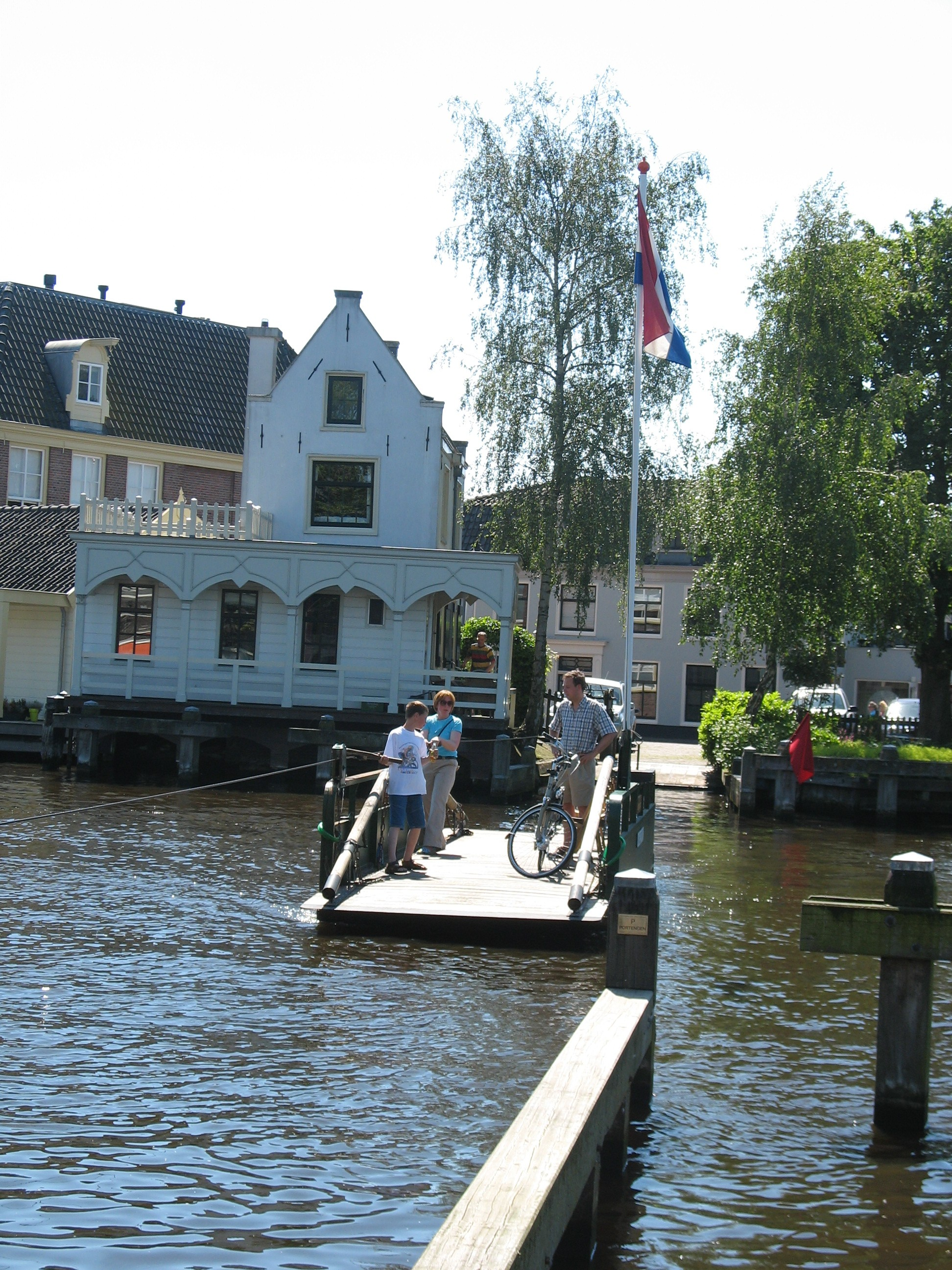
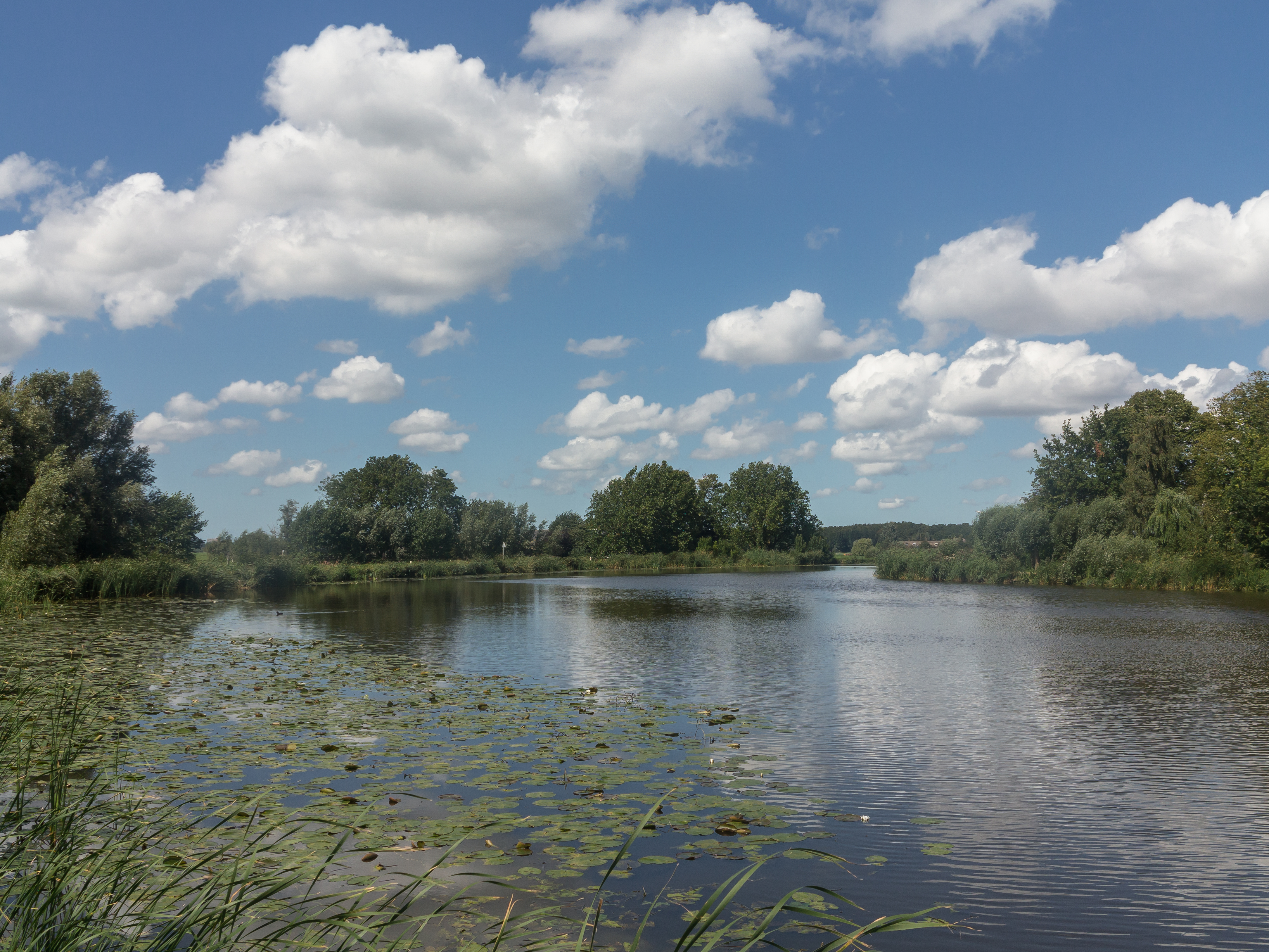

## Визначні мешканці
- Віллем Ейк (нар. 1953 у Дейвендрехті) — нідерландський священик, архієпископ Утрехтської архідієцезії